# Verona–Bologna-vasútvonal
A Verona–Bologna-vasútvonal egy normál nyomtávolságú, 3 kV egyenárammal villamosított kétvágányú 115 km hosszú nagysebességű vasútvonal Olaszországban Verona és Bologna között. A vonatok maximális sebessége 200 km/h. A vonal része a Transzeurópai közlekedési hálózatnak.